# Perdiendo la cabeza por ti
Perdiendo la cabeza por ti es el episodio número 20 de la primera temporada de ALF.

## Personajes
- ALF
- Lynn
- Brian
- Kate
- William

## Historia
El capítulo se inicia con Brian hablando por teléfono con su amigo David, en que le dice que no puede ir a alojar a su casa,  luego de unos titubeos y de la sugerencia de Lynn de que le dijera que estaban pintando la casa y del niño diciéndole a su hermana que le había dicho eso la última vez, Lynn le sugiere que le diga que el sótano está inundado, el niño le dice que el sótano está inundado.